# 우메다 하루카
우메다 하루카(梅田 悠, 1988년 3월 15일 - )는 일본의 여성 아이돌 그룹 SDN48의 전 멤버이다. 미에현 출신. 선 뮤직 프로덕션 소속. 1기생 이마요시 메구미.카이다 쥬리.카토 마미/2기생 KONAN.이토 마나.호소다 미유우와 유닛 「7 cm(현 TRYOUT ex.7 cm)」결성. 모닝구무스메전리더다카하시 아이의친구.

## 인물·내력
- avex artist academy의 특대생 출신이다.
- SDN48 가입 전에는, GIRL NEXT DOOR의 치사와 함께 ma-kiss의 멤버로써 데뷔[1], 그외 배우, 댄서로서 활동했었다. 한때는 호리프로 소속으로 활동한 적이 있다.
- 2009년 8월 1일부터 SDN48으로 활동 시작. 처음엔 언더로서 활동할 예정이었으나, 1기생으로 활동하게 되었다.

## 참가 유닛곡
싱글 CD 참가곡
AKB48 명의
1. 마지죠 텟펜블루스(マジジョテッペンブルース) - PV만 참가.

SDN48 명의
1. GAGAGA
2. 고독의 러너(孤独なランナー)
3. 사랑, 주세요(愛、チュセヨ)
4. MIN・MIN・MIN
5. Everyday, 카츄샤 (SDN48 ver.)(Everyday、カチューシャ (SDN48 ver.))
6. 카샤사로 자백한다(カシャーサで自白する) - 언더걸즈 B 명의
7. 억지 콩그레츄레이션(負け惜しみコングラチュレーション)
8. 끝나지 않는 앵콜(終わらないアンコール)

앨범 CD 참가곡
SDN48 명의
1. 1캘런의 땀(1ガロンの汗)

SDN48 1st Stage 「유혹의 카터(誘惑のガーター)」공연
1. 말괄량이 레이디(じゃじゃ馬レディー)